# Плутонийтриникель
Плутонийтриникель — бинарное неорганическое соединение
плутония и никеля
с формулой Ni3Pu,
кристаллы.

## Получение
- Сплавление стехиометрических количеств чистых веществ:

{\displaystyle {\mathsf {Pu+3Ni\ {\xrightarrow {1230^{o}C}}\ Ni_{3}Pu}}}

## Физические свойства
Плутонийтриникель образует кристаллы
тригональной сингонии,
пространственная группа R 3m,
параметры ячейки a = 0,8615 нм, α = 33,73°, Z = 3,
структура типа трибериллийниобия NbBe3

(в гексагональной установке параметры ячейки a = 0,500 нм, c = 2,435 нм, Z = 9).
Соединение образуется по перитектической реакции при температуре 1230°С.

## Химические свойства
- Разлагается при нагревании:

{\displaystyle {\mathsf {4Ni_{3}Pu\ {\xrightarrow {>1230^{o}C}}\ 3Ni_{4}Pu+Pu}}}